# Gaetano Guarino
Gaetano Guarino (Favara, 16 gennaio 1902 – Favara, 16 maggio 1946) è stato un politico e farmacista italiano, vittima della mafia.

## Biografia
Nato in una famiglia povera, la madre Lucia Magro figlia illegittima di Don Stefano Dulcetta, successivamente poi riconosciuta come figlia propria, faceva la casalinga, il padre Salvatore faceva l'ebanista, studiò a Palermo e dopo aver ottenuto nel capoluogo siciliano la maturità classica si laureò nel 1928 in farmacia presso la locale università. Negli anni universitari cominciò a scrivere articoli per L'Avanti!, quotidiano socialista allora clandestino. Dopo il riconoscimento ufficiale di sua madre come figlia naturale di Don Stefano Dulcetta, amava firmarsi con il cognome di " Guarino Dulcetta ", ritenendosi discendente da una famiglia, quella dei Dulcetta prestigiosa.
Dal 1928 al 1930 lavorò come tirocinante a Burgio, dove conobbe la sua futura moglie. Nel corso degli anni trenta tornò a Favara, suo paese natale, dove acquistò una farmacia esercitando di conseguenza la professione di farmacista: in questi anni Guarino chiese e ottenne regolarmente la tessera del Partito Nazionale Fascista, anche se probabilmente lo fece solo per poter proseguire la sua attività.
Nel 1943, dopo lo sbarco in Sicilia degli americani, si iscrisse al Partito Socialista Italiano e divenne segretario comunale del PSI a Favara. Il 2 ottobre del 1944, su proposta del prefetto di Agrigento, Guarino venne nominato sindaco del suo paese ma si dimise dall'incarico il 15 settembre del 1945 dopo che tre assessori della Democrazia Cristiana si dimisero dall'incarico.
Guarino lottò contro i grandi proprietari terrieri che sfruttavano la locale manodopera e divenne la voce dell'umile gente che chiedeva l'attuazione delle leggi Gullo-Segni che destinavano alle cooperative i terreni incolti appartenenti ai latifondi: costituì anche una cooperativa agricola, che probabilmente si ispirava alla "Madre Terra" di Accursio Miraglia, e i "baroni" del latifondo cominciarono a remargli contro.
Il 10 marzo del 1946 si svolsero le elezioni comunali a Favara e Guarino, sostenuto oltre che dai socialisti anche dal Partito Comunista Italiano e dal Partito d'Azione, vinse le consultazioni con il 59% dei voti e fu eletto sindaco; ma la Mafia delle terre non gli perdonò le sue scelte popolari e dopo appena 65 giorni di sindacatura fu ucciso con un colpo di lupara alla nuca.
Non mancarono ipotesi alternative (e spesso fantasiose) sul suo omicidio ma esse furono promosse da politici e dirigenti corrotti dalla Mafia o collusi con essa: anche L'Avanti!, che sulle prime aveva accusato dell'assassinio i neofascisti, dovette fare marcia indietro. I responsabili del suo omicidio, seppur facilmente intuibili, non furono mai arrestati (né quelli materiali, né i mandanti): per protesta la vedova di Guarino e il figlio andarono a vivere a Parigi, rifiutandosi sempre di tornare a Favara.

## Ipotesi alternative
La storia ufficiale sostiene che l'omicidio di Guarino maturò all'interno degli ambienti mafiosi del paese. Un'ipotesi che circola da sempre nelle case dei Favaresi, sostiene invece che l'omicidio Guarino avrebbe avuto ben altre implicazioni.
Alcuni sostengono che i mandanti fossero interni all'allora Partito Comunista Italiano. Nell'immediato dopo guerra i Comunisti avrebbero instaurato un vero e proprio mercato nero degli aiuti provenienti dagli Americani. Si dice, che Guarino avesse intenzione, supportato da diverse prove, di denunciare l'accaduto pubblicamente. Tuttavia l'ipotesi appare poco credibile perché nelle elezioni comunali del 10 marzo del 1946 Guarino fu sostenuto, oltre che dai socialisti, anche dal Partito Comunista Italiano e dal Partito d'Azione.